# 37-мм противотанковая пушка Тип 1
37-мм противотанковая пушка Тип 1 (一式機動三十七粍速射砲 Isshiki Kidō sanjyūnana-miri sokushahō) — противотанковое орудие, применявшееся Императорской армией Японии в годы Второй мировой войны.

## История
После боёв у Халхин-Гола недостатки противотанкового орудия Тип 94 стали очевидными, что побудило японских военных начать разработку новой противотанковой пушки, которая была бы эффективной против перспективных советских танков. Однако, поскольку разработка нового орудия потребует времени, в качестве промежуточной меры было решено модифицировать Тип 94 путём увеличения длины ствола, что обеспечило бы большую бронепробиваемость. Эта версия, под обозначением Тип 1, стала поступать на вооружение армии в 1941 году. Было произведено около 2300 единиц.

## Устройство
Противотанковое орудие Тип 1 конструктивно представляло собой всё тот же Тип 94 но с более длинным стволом. Как и в случае с Тип 94, Тип 1 имел очень низкий профиль и предназначался для стрельбы из сидячего или лежачего положения. Орудие оснащалось противоосколочным щитом. Затвор горизонтальный клиновой, полуавтоматический. Механизм отдачи от гидропривода размещался под стволом. Лафет двухстанинный, станины раздвигались под углом 60 градусов.

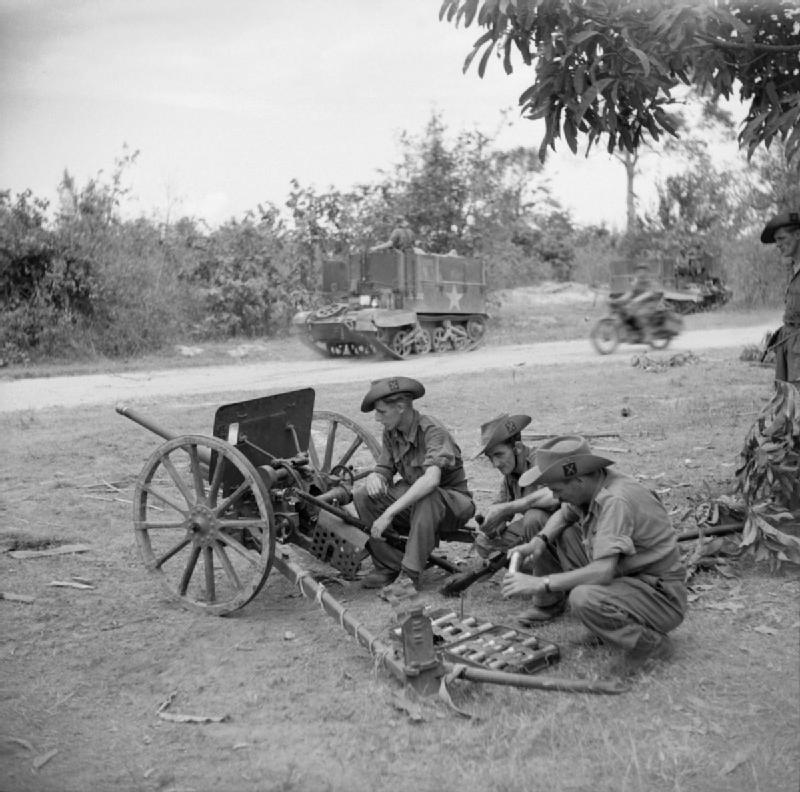
Австралийские солдаты изучают трофейную 37-мм пушку Тип 1, Бирма, январь 1945

Транспортировка осуществлялась путём буксировки грузовиком или лошадью. Колёса стальные, дисковые, оснащённые шинами из губчатой резины.

## Боевое применение
Тип 1 был доступен только в ограниченных количествах, а дополнительная длина ствола обеспечивала лишь небольшое улучшение поражающих характеристик над более многочисленным Тип 94. Тип 1 демонстрировал эффективность против лёгкого танка М3 «Стюарт», но показал полную беспомощность против более совершенного и лучше бронированного среднего танка М4 Шерман, появившегося на Тихоокеанском театре боевых действий в конце ноября 1943 года.
Тип 1 применялся практически на всех фронтах, но особенно в Юго-Восточной Азии и продолжал использоваться с уменьшением эффективности до конца Второй мировой войны.

## Танковое орудие Тип 1
Вариант, известный как 37-мм танковая пушка Тип 1, использовался в качестве основного вооружения танков Ке-То и Ка-Ми. Танковая пушка имела следующие характеристики:
- Калибр: 37 мм
- Длина ствола: 1,699 м (L45)
- Углы наводки: от −15 до +25 градусов
- Начальная скорость снаряда: 800 м/с [5][6]
- Бронепробиваемость: 25 мм на 1000 м